# Paraceterach bipinnata
Paraceterach bipinnata là một loài thực vật có mạch trong họ Adiantaceae. Loài này được (H. Christ) R.M. Tryon miêu tả khoa học đầu tiên năm 1986.